# یوری مویس
یوری مویس (استونیایی: Jüri Mõis؛ زادهٔ ۲۵ اکتبر ۱۹۵۶) سیاست‌مدار اهل استونی است.
وی از سال ۱۹۹۹ تا ۲۰۰۱ شهردار تالین و از مارس تا نوامبر ۱۹۹۹ وزیر کشور استونی بوده است. وی یک از سه موسس هانسابانک بوده.